# Ophiacantha phragma
Ophiacantha phragma is een slangster uit de familie Ophiacanthidae.
De wetenschappelijke naam van de soort werd in 1940 gepubliceerd door Fred C. Ziesenhenne.